# Diocesi di Eca

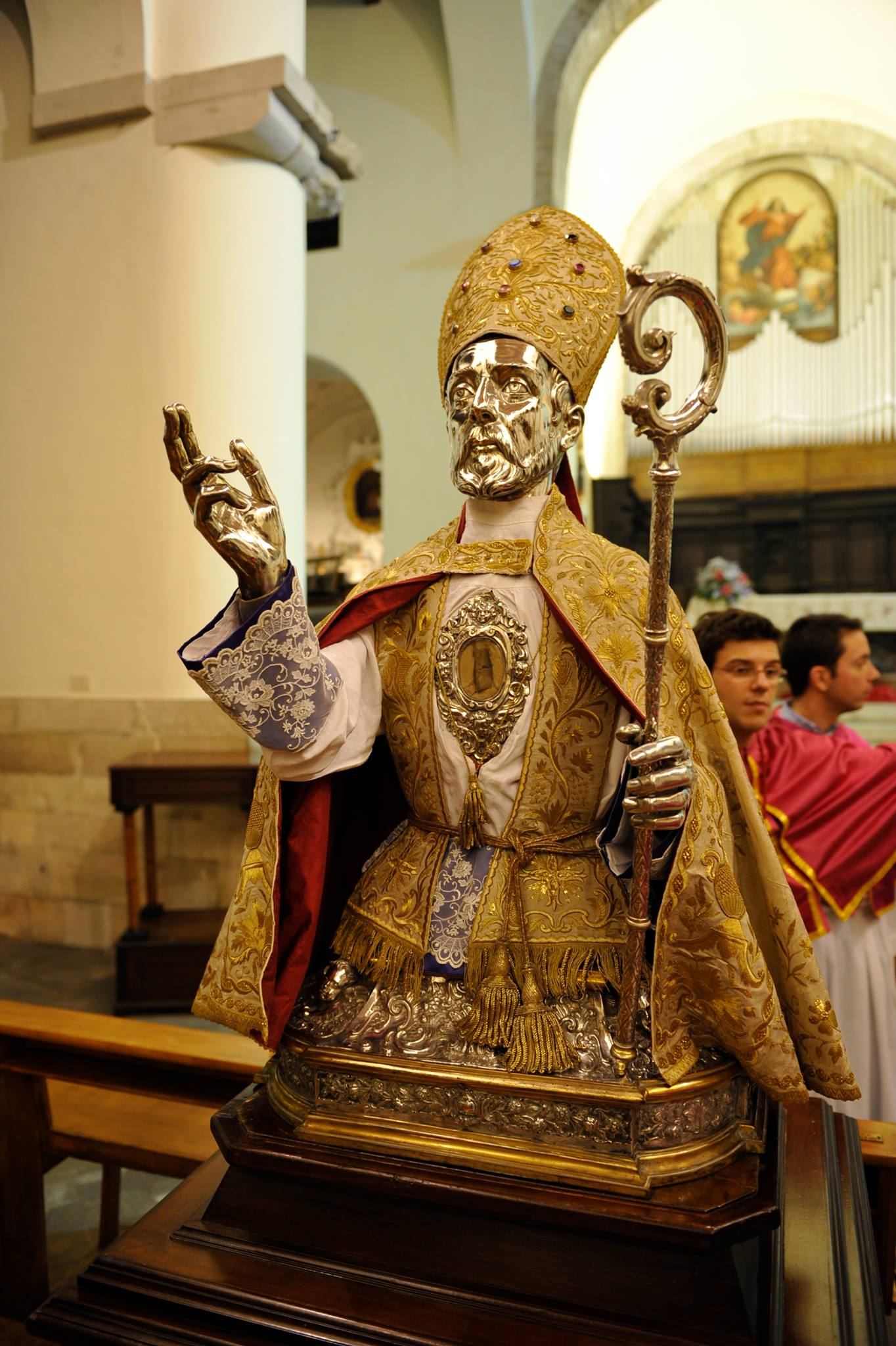
Busto reliquiario di san Marco di Eca nel duomo di Bovino.

La diocesi di Eca (in latino Dioecesis Aecana) è una sede soppressa e sede titolare della Chiesa cattolica.

## Storia
Poche e frammentarie sono le notizie riguardanti la diocesi di Eca, antico insediamento romano (in latino Aecae) sviluppatosi in Apulia nel territorio in cui sarebbe poi sorta (nell'XI secolo) la moderna cittadina di Troia. Come le vicine città di Erdonia, Ascoli e Canosa, anche Eca dovette essere costituita sede vescovile relativamente presto, già a partire dal III secolo.

### La tradizione agiografica e liturgica
La tradizione agiografica e liturgica attribuisce a Eca tre santi vescovi, Marco, Eleuterio e Secondino.
San Marco, attestato come vescovo di Eca nel Martirologio geronimiano e in altri testi agiografici altomedievali, fu vescovo tra la fine del III e l'inizio del IV secolo, consacrato da papa Marcellino (296-304); potrebbe essere il più antico vescovo, storicamente accertato, della Puglia. L'importanza e la fama di santità di questo vescovo, fecero sì che altre diocesi, tra cui quella di Lucera, ne rivendicassero l'onore dell'episcopato; Bovino invece lo ricorda come il suo principale patrono. Fuori dalle mura cittadine nella zona cimiteriale della città, venne costruita, forse ad opera del vescovo Secondino, una chiesa dedicata a San Marco, i cui resti erano ancora visibili nell'XI secolo, e che alcuni autori ritengono possa trattarsi della basilica cattedrale di Eca.
La tradizione menziona un secondo vescovo, sant'Eleuterio, la cui storicità in genere non è considerata attendibile, perché confuso con santi omonimi. Infatti, secondo un testo greco del V secolo, Eleuterio sarebbe un vescovo dell'Illiricum vissuto nel II secolo, ma in una traduzione latina del testo greco, anteriore all'VIII secolo, Eleuterio diventa vescovo di Eca. Secondo Lanzoni, Eleuterio potrebbe essere un santo vescovo le cui reliquie erano venerate a Eca e che l'autore della traduzione latina trasforma in vescovo di Eca per giustificare la presenza in città delle sue reliquie. Oppure, secondo lo stesso Lanzoni, potrebbe essere un santo di Eca, al quale l'autore della traduzione in latino attribuisce la vita in greco del vescovo illirico. In base ad alcune attestazioni del Martirologio geronimiano, non è completamente da scartare l'ipotesi che Eleuterio possa essere stato vescovo di Eca, ma è escluso che si possa parlare di un suo episcopato nel II secolo.
Il terzo vescovo attribuito a Eca dalla tradizione agiografica e liturgica è san Secondino, di cui parla la Historia inventionis corporis Sancti Secundini scritta nella prima metà dell'XI secolo. La storia racconta che alcuni abitanti della nascente città di Troia (1018/19), volendo costruire una chiesa, andarono tra le rovine di Eca per cercarvi del materiale edilizio e vicino ai ruderi della chiesa di San Marco trovarono un epitaffio commemorativo del vescovo Secondino, databile al V-VI secolo; al vescovo, morto l'11 febbraio, era attribuita la restaurazione di alcune chiese ecane. Lanzoni, pur ammettendo una datazione al V-VI secolo dell'epitaffio, identifica Secondino con un vescovo africano di Macomades del III secolo. Nella sua prosopografia, Pietri ritiene che i dati conservati nella Historia siano insufficienti per garantire la storicità di Secondino. Tuttavia la critica storica è oggi più propensa a ritenere quella di Secondino una figura storica realmente esistita.

### Le fonti storiche
Le fonti storiche e documentarie attestano l'esistenza di due vescovi di Eca, Marciano e Domnino.
Marciano prese parte ai due concili celebrati a Roma all'epoca di papa Simmaco e celebrati il 23 ottobre e il 6 novembre tra il 501 e il 502. Nel "sinodo palmare" del 23 ottobre, Marciano sottoscrive al 37º posto, tra Severo di Nola e Eutichio di Trani, la lettera sinodale che riabilita papa Simmaco e lo reintegra nel suo ufficio. Nel concilio del 6 novembre, Marciano occupa il 32º posto, tra Pascasio di Volturno e Massimiano di Perugia, nelle sottoscrizioni della lettera sinodale che vieta l'alienazione dei beni della Chiesa. A causa di una errata lettura dei manoscritti (aesinus invece di aecanus), Ughelli attribuisce erroneamente Marciano alla diocesi di Jesi.
Domnino fu destinatario di una lettera, non datata, inviatagli da papa Pelagio I (556-561), che lo invitava ad inviare a Roma, per essere consacrato, un vescovo appena eletto e alla cui elezione aveva preso parte lo stesso Domnino. Otranto ha ipotizzato che Anastasio, fatto vescovo di Lucera all'epoca di Pelagio I, possa essere stato un diacono della Chiesa di Eca: «Questa vicenda lascia intendere che la comunità cristiana di Aeca, alla metà del VI secolo, era tanto attiva e vivace da riuscire ad esprimere una personalità sulla quale clero e popolo di una vicina diocesi indirizzarono concordemente la propria scelta in occasione delle elezioni del vescovo.»
Dopo Domnino non si ha più notizia di vescovi sulla cattedra di Eca, ed è quindi ragionevole pensare che la diocesi sia stata soppressa con la distruzione della città, che pare essere avvenuta nella seconda metà del VII secolo ad opera dell'imperatore d'Oriente Costante II. Nel 1019, sullo stesso territorio della città antica, sorse Troia, fondata dal catapano Basìlio Bojoannes; con la fondazione della nuova città viene anche rifondata la diocesi, e i vescovi dall'XI secolo in poi si fregiano del titolo di vescovi di Troia.
Dal 1974 Eca è annoverata tra le sedi vescovili titolari della Chiesa cattolica; dal 16 aprile 2003 il vescovo titolare è Paweł Stobrawa, già vescovo ausiliare di Opole.

## Cronotassi

### Vescovi residenziali
- San Marco † (fine III - inizio IV secolo)
- Sant'Eleuterio ? †
- San Secondino † (V-VI secolo)
- Marciano † (prima del 501 - dopo il 502)
- Domnino † (documentato nel 556/561)

### Vescovi titolari
- Mario De Santis † (14 dicembre 1974 - 17 gennaio 1985 deceduto)
- Christian Werner (9 gennaio 1992 - 11 ottobre 1997 nominato vescovo titolare di Wiener Neustadt)
- Paweł Stobrawa, dal 16 aprile 2003